# Litzy
Litzy Vanya Domínguez Balderas, conosciuta semplicemente come Litzy (Città del Messico, 27 ottobre 1982), è una cantante e attrice messicana.

## Biografia
Nata nella capitale messicana, Litzy ha avviato la sua carriera nel mondo dello spettacolo quando è entrata a far parte del girl group Jeans nel 1995. L'album di debutto del gruppo, intitolato Jeans, è stato pubblicato nel 1996; l'anno successivo Litzy è uscita dal progetto, avviando la sua carriera da solista con l'album Transparente (1998).
Nel 1999 ha debuttato come attrice nella telenovela DKDA, sueños de juventud. Il ruolo le ha fruttato una candidatura come migliore attrice esordiente ai premi TVyNovelas del 2000. Ha recitato nel ruolo della protagonista nella serie TV del 2002 Daniela, trasmessa su Telemundo. L'anno successivo ha debuttato nel teatro con la rappresentazione Regina, un musical para una nación que despierta. Nello stesso anno è uscito il suo secondo album come solista, La rosa.
Un altro ruolo di attrice di successo ricoperto da Litzy è quello di Marisa Luján nella telenovela Una maid en Manhattan, trasmessa tra il 2011 e il 2012. Ha tornato ad affiancare alla sua carriera di attrice quella musicale nel 2015, con il ritorno in attività delle Jeans, accompagnando la nuova formazione in alcuni concerti del Déjà vu Tour. Nel 2017 ha preso parte alla tournée 90's Pop Tour, realizzata insieme ad altri artisti famosi dagli anni '90, che ha toccato città in tutto il continente americano.

## Discografia

### Album in studio
- 1998 – Transparente
- 2003 – La rosa

### Singoli
- 1998 – No te extraño
- 1998 – Volar
- 1999 – Quisiera ser mayor
- 1999 – Dónde se esconden los duendes
- 2000 – Yo vivo por ti

## Filmografia
- DKDA, sueños de juventud, serie TV (1999-2000)
- Carita de ángel, serie TV (2000)
- Daniela, serie TV (2002)
- Amarte así, serie TV (2005)
- Subversión total, regia di Alessandro Hernández (2007)
- Borderline, regia di Diego Ibarrola (2009)
- Pecadora, serie TV (2009-10)
- Quiéreme tonto, serie TV (2010)
- Una maid en Manhattan, serie TV (2011-12)
- Secreteando, webserie (2014)
- Señora Acero, serie TV (2014-16)
- Milagros de Navidad, serie TV (2017)
- Al otro lado del muro, serie TV (2018)